# Pato-do-labrador
Pato-do-labrador (nome científico: Camptorhynchus labradorius) é uma espécie de pato extinta endêmica da costa Leste da América do Norte. Foi a primeira espécie de aves a extinguir-se neste continente desde a colonização europeia, com os últimos relatos confirmados datados de 1878 em Elmira, Nova York. Atualmente existem 55 espécimes do pato-do-labrador preservados em coleções de museus ao redor do mundo.

## Descrição

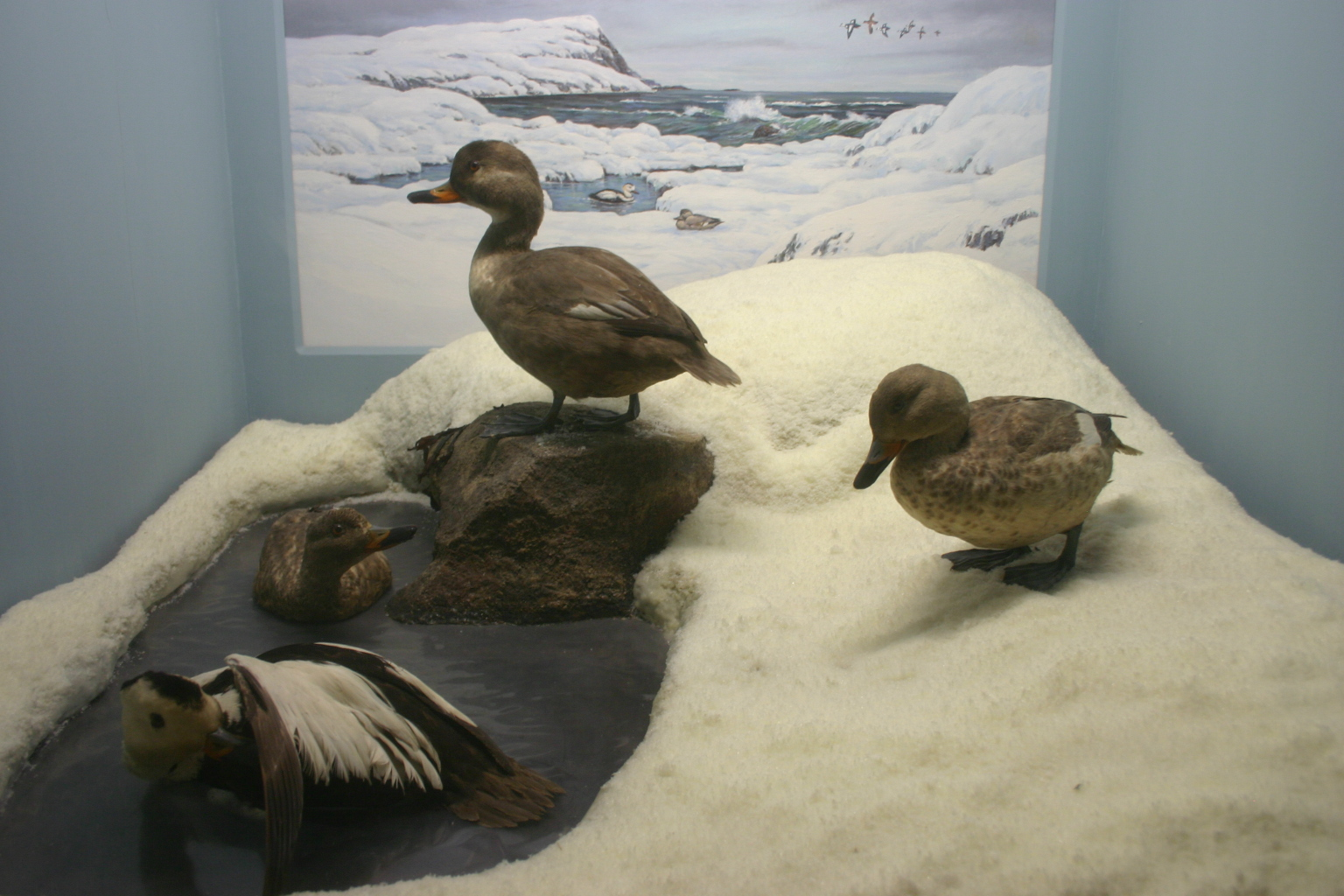
Espécimes empalhados em exibição no Museu Americano de História Natural

A plumagem do macho era preta e branca (com as asas inteiramente brancas), enquanto que a fêmea apresentava uma plumagem cinzenta.  Foi caçado em grandes números apesar da carne pouco saborosa, que apodrecia com rapidez, e os seus ninhos pilhados pelos ovos.
O desaparecimento deve-se à caça, mas também provavelmente ao declínio das populações de moluscos de que se alimentava e à degradação do seu habitat. Acredita-se que o pato labrador sempre tenha sido raro, mas entre as décadas de 1850 e 1870 as populações diminuíram ainda mais.

## Habitat

Ilustração por John James Audubon

O pato-do-labrador migrava anualmente, invernando ao largo das costas de Nova Jérsei e Nova Inglaterra, nos Estados Unidos, e se reproduzia no verão em Labrador e norte de Quebec, no Canadá.